# Guarene
Guarene (piemontès: Guaren-e) és un municipi italià, situat a la regió del Piemont i a la província de Cuneo. L'any 2018 tenia 3.558 habitants.